# La bottega del barbiere 3
La bottega del barbiere 3 (Barbershop: The Next Cut) è un film del 2016 diretto da Malcolm D. Lee, prodotto da Ice Cube, che ne è anche coprotagonista, Robert Teitel e George Tillman Jr., e distribuito da Metro-Goldwyn-Mayer . È il sequel del film del 2004: La bottega del barbiere 2, la storia gravita attorno alla riqualificazione della zona sud di Chicago, chiamata South Side.

## Trama
Prosegue l'attività della barberia di Calvin con una novità; per sopravvivere alle difficoltà economiche si è fusa con il salone di bellezza della porta accanto. Il rapporto instaurato con la solita clientela maschile è mutato così che Eddie e il vecchio staff deve ora coesistere con le insolenti collaboratrici femminili e la loro vivace clientela. Mentre la battaglia dei sessi infuria, un diverso tipo di conflitto prende il sopravvento a Chicago. Criminalità e il fenomeno delle bande sono in aumento, lasciando Calvin preoccupato per la sorte del suo unico figlio, Jalen. Stanchi di assistere impotenti ai frequenti scontri tra bande con relative vittime e per contrastare la proposta politica di recintare i quartieri per scoraggiare gli scontri, proprietari e dipendenti decidono di avviare un progetto ambizioso per aiutare a ridurre gli attriti tra bande rivali proponendo ai capi dei delle due maggiori fazioni a ordinare una tregua nel fine settimana, offrendo nel contempo gratuitamente le proprie prestazioni a chiunque ne volesse usufruire, un modo per togliere dalla strada potenziali vittime delle sparatorie.